# Souvrství Eumeralla

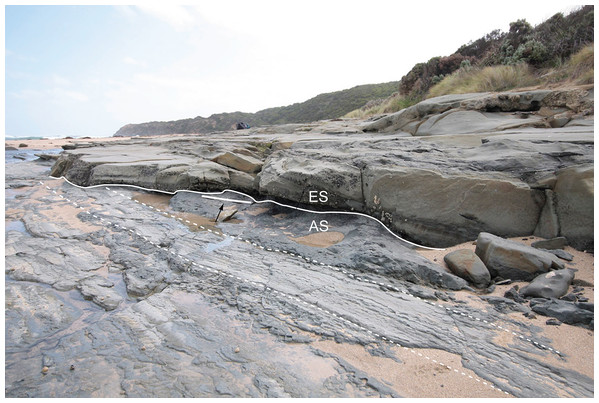
Sedimentární výchozy souvrství Eumeralla.

Souvrství Eumeralla je geologickým souvrstvím nacházejícím se na území státu Victoria v Austrálii. Vrstvy o mocnosti až 3000 metrů zde mají stáří asi 125 až 100 milionů let, pocházejí tedy z období rané křídy (věky apt až alb). Hlavními typy hornin zde jsou pískovce, prachovce a jílovce. Toto souvrství bylo definováno v roce 1971 podle stejnojmenné řeky.

## Paleontologie
Toto souvrství je známé především objevy dinosaurů, byly tu však objeveny také vzácné fosilie dalších skupin obratlovců, včetně ryb, želv, ptáků, krokodýlovitých plazů, ptakoještěrů a primitivních savců. Známou lokalitou je především Dinosaur Cove. Eumeralla je v současnosti nejbohatší australskou formací z hlediska množství popsaných taxonů druhohorních dinosaurů (spolu s geologickým souvrstvím Griman Creek).
Výzkum sedimentů ze souvrství Wonthaggi a Eumeralla ukázal, že v době existence dinosaurů (raná křída) zde panovalo velmi vlhké a teplé podnebí, podobné scénáři přechodného "skleníkového světa". V této době také dochází k významným změnám ve vegetačním spektru daných ekosystémů.

## Dinosauří taxony

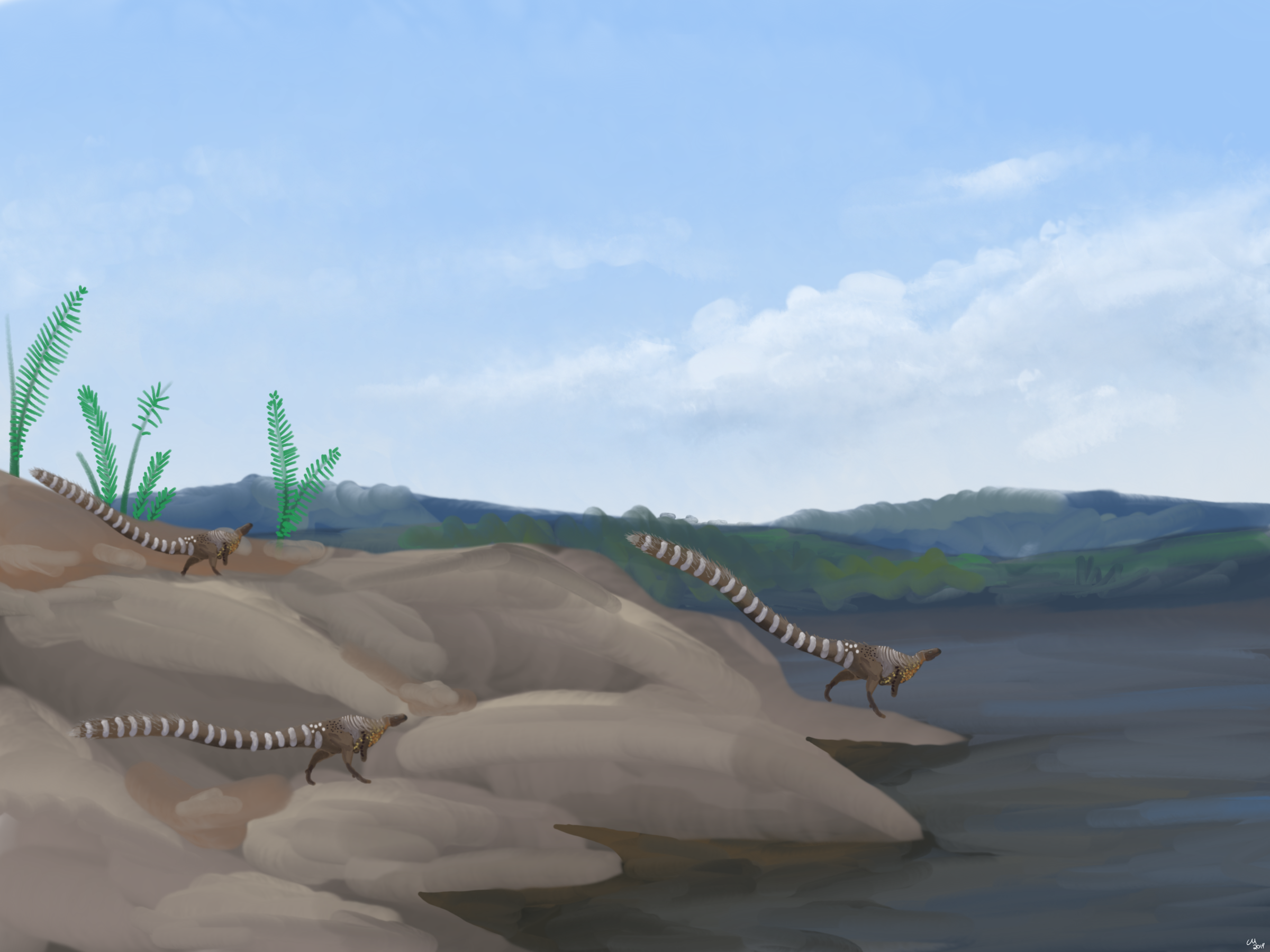
Rekonstrukce vzezření druhu Leaellynasaura amicagraphica.

- Atlascopcosaurus loadsi[4]

- cf. Australovenator wintonensis

- Aves indet.

- Diluvicursor pickeringi

- Leaellynasaura amicagraphica[5]

- Timimus hermani[6]

- Megaraptoridae indet.[7]

- Megaraptora indet.[8]

- Ankylosauria indet.[9]

- Elaphrosaurinae indet.[10]